# America First Field
Das America First Field ist ein Fußballstadion in der US-amerikanischen Stadt Sandy, einem Vorort von Salt Lake City im Bundesstaat Utah. Es bietet insgesamt 20.213 Plätze (ohne Konzertbühne) bei Fußballspielen. Mit Bühne zu Konzertveranstaltungen finden 19.464 Besucher Einlass. Im Stadion werden die Heimspiele von Real Salt Lake aus der Major League Soccer (MLS) ausgetragen. Von 2015 bis 2017 war mit dem Real Monarchs SLC aus der USL Professional Division (USL Pro) eine weitere Fußballmannschaft in der Spielstätte beheimatet. Diese sind mittlerweile in das neugebaute Zions Bank Stadium mit 5000 Plätzen umgezogen. Von 2018 bis 2020 trug auch der neu gegründete Utah Royals FC aus der National Women’s Soccer League (NWSL) seine Heimspiele im Stadion aus. 2023 soll ein neues Franchise unter dem Namen Utah Royals FC zurückkehren.

## Geschichte
Bereits 2005, dem Gründungsjahr von Real Salt Lake, wurden Pläne für dieses reine Fußballstadion aufgestellt und von den lokalen Behörden bewilligt. Die Finanzierung dieses Projekts erwies sich jedoch als schwierig. Gegner des Stadionbaus waren der Meinung, dass man nicht Millionen von Steuergeldern für ein Stadion verwenden sollte, welches sich eventuell nicht rechnen würde. Teambesitzer Dave Checketts erklärte, dass er gerne das Team in Salt Lake City behalten möchte, setzte aber ein Ultimatum und drohte mit einem Umzug des Teams. Am letzten Tag des Ultimatums wurde aber doch noch ein Finanzierungsplan beschlossen.
Am 12. August 2006 wurde der Bau mit der Grundsteinlegung für die Anlage im Beisein der Mannschaften von Real Salt Lake und Real Madrid begonnen. Bis zur Eröffnung am 9. Oktober 2008 spielte Real Salt Lake im Rice-Eccles Stadium, welches sich auf dem Campus der University of Utah befindet. Das erste Spiel fand am 9. Oktober 2008 zwischen Real Salt Lake und den New York Red Bulls statt und endete mit einem 1:1-Unentschieden.
Am 29. Juli 2009 wurde das 14. MLS All-Star Game zwischen den MLS All-Stars und dem FC Everton im America First Field ausgetragen.
Ende Januar 2015 wurde der Bau eines neuen Fußballstadions für die Real Monarchs Salt Lake City der USL Pro beschlossen und die Verträge unterzeichnet. Dieses sollte ursprünglich im Utah State Fairpark direkt neben dem America First Field errichtet werden, 8000 Besuchern Platz bieten, geschätzte 18 Mio. US-Dollar kosten und zur Saison 2016 fertiggestellt sein. Diese Pläne scheiterten jedoch, so dass das neue Stadion schließlich in Harriman errichtet wurde.

## Name
Am 28. September 2008 wurden der internationale Bergbaukonzern Rio Tinto Group, zu dem auch die lokal ansässige Kennecott Utah Copper gehört, Namenssponsor der Fußballarena. Während der 15-jährigen Vertragslaufzeit zahlte der Konzern 1,5 bis 2 Mio. US-Dollar pro Jahr. In September 2022 vereinbarte Real Salt Lake mit dem Finanzdienstleister America First Credit Union einen neuen, langjährigen Vertrag. Das Stadion wird den Namen America First Field tragen. Die Vereinbarung läuft mindestens 15 Jahre und bringt Real Salt Lake jährlich über fünf Mio. US-Dollar ein.

## Galerie

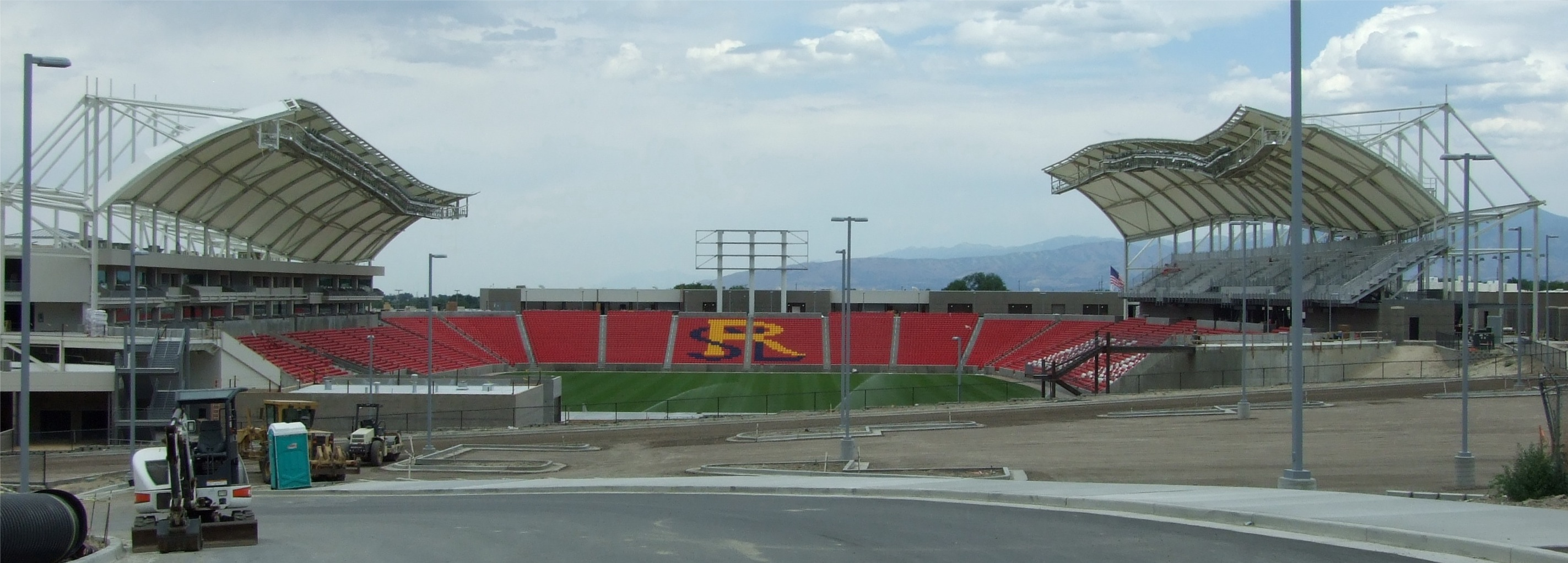
Stadionbaustelle im Juli 2008
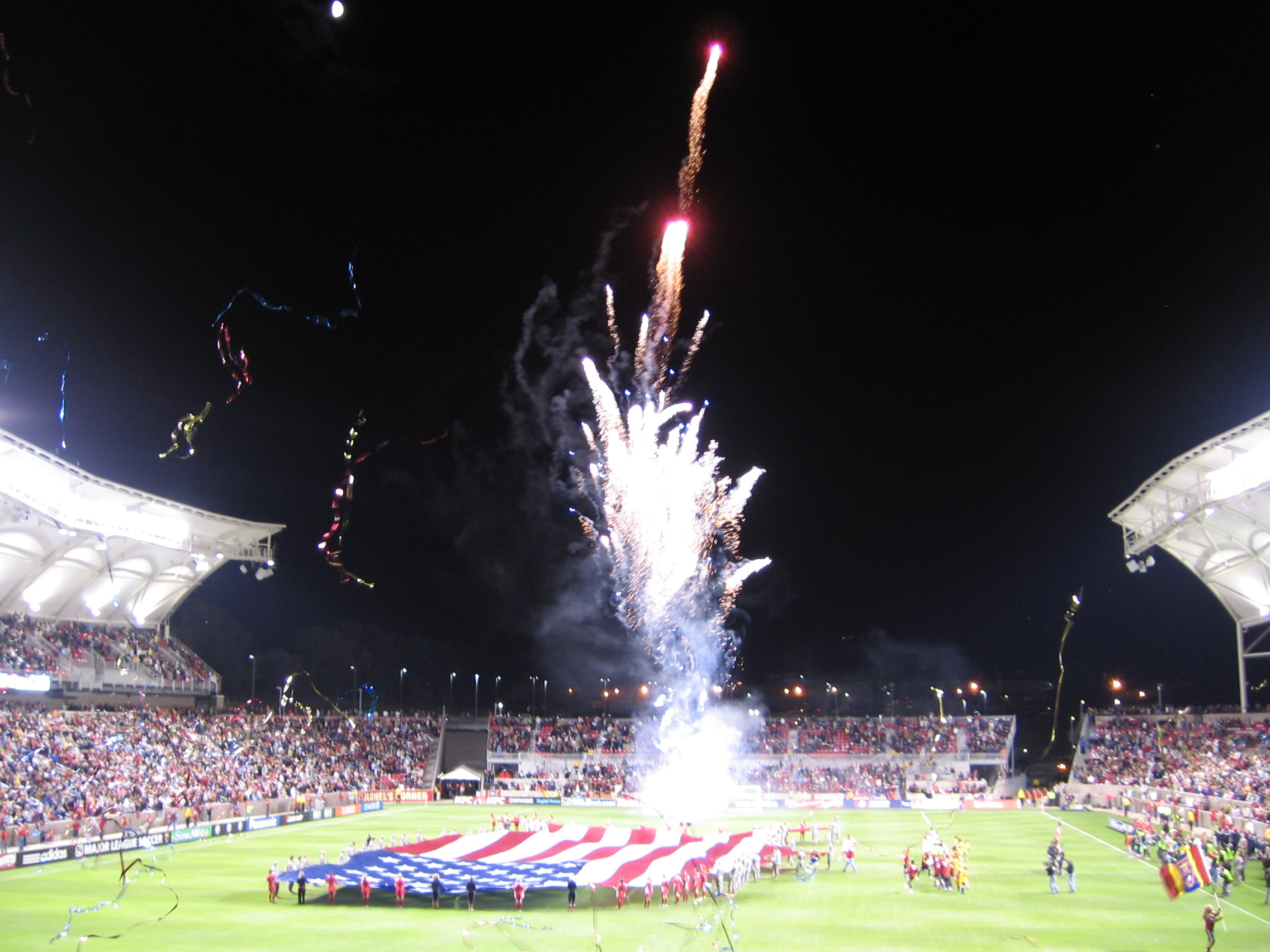
Die Stadioneröffnung am 9. Oktober 2008
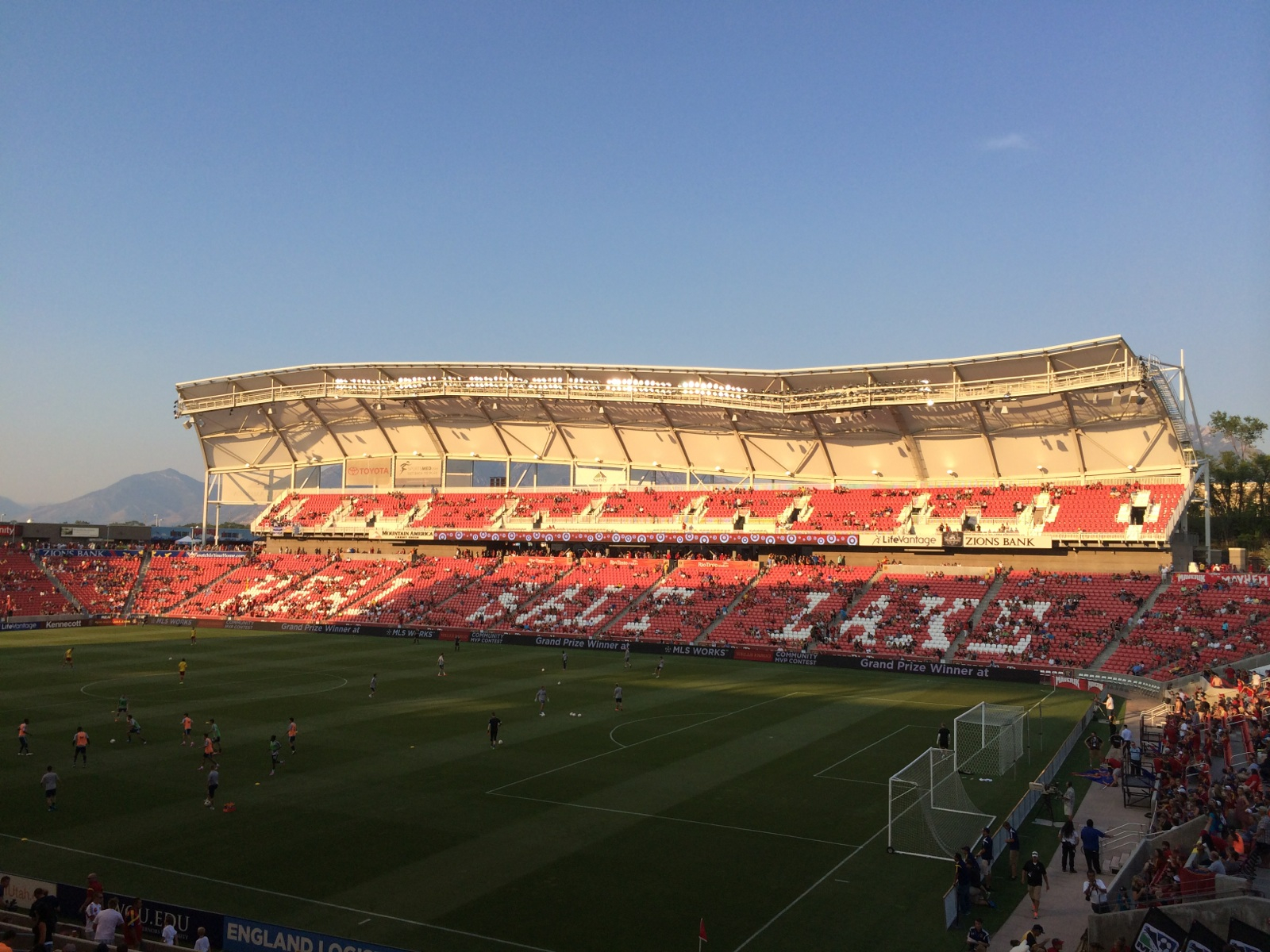
Vor einem Spiel von Real Salt Lake gegen die Vancouver Whitecaps (2014)
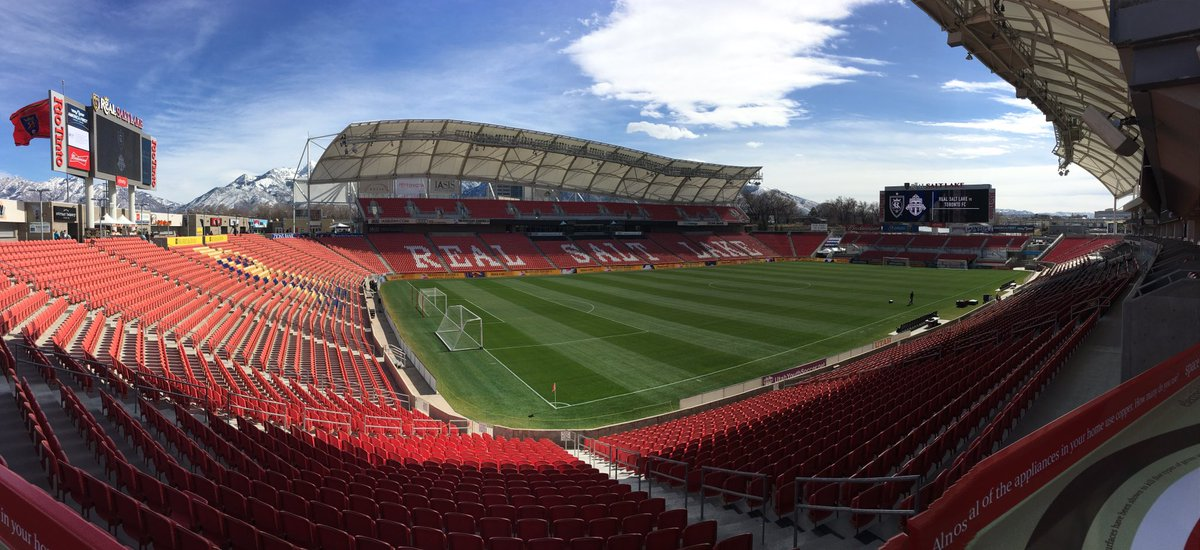
Das Stadion im März 2017
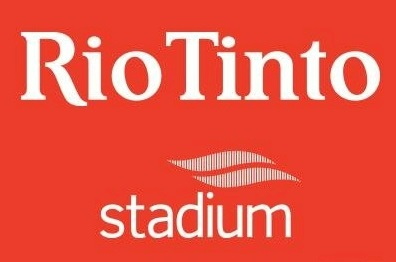
Früheres Logo des Stadions